# Al Unser Jr.
Alfred Unser Jr., apodado Little Al y Al Junior (Albuquerque, Estados Unidos, 19 de abril de 1962) es un piloto de automovilismo de velocidad. Fue campeón de la serie CART en 1990 y 1994, subcampeón en 1985, 1988 y 1995, y tercero en 1987, 1991 y 1992. Además, fue ganador de las 500 Millas de Indianápolis de 1992 y 1994, resultó segundo en 1989, y cuarto en 1987, 1990 y 1991.
El piloto acumuló 34 victorias y 88 podios entre la CART y la IndyCar Series. Entre sus numerosas victorias en circuitos callejeros se encuentran seis en el Gran Premio de Long Beach y cuatro en el Gran Premio de Vancouver -récord en ambos casos-, mas ninguna en el Gran Premio de Detroit en sus once participaciones.
Por otra parte, Al Unser Jr. fue ganador absoluto de las 24 Horas de Daytona de 1986 y 1987. Su padre, Al Unser, su hijo, Al Unser III, sus tíos Bobby y Jerry y sus primos Johnny y Robby también son pilotos.

## Primeros años en el automovilismo
En sus primeros años en el automovilismo, Unser Jr. compitió con automóviles sprint en categorías tales como World of Outlaws. Luego pasó a campeonatos en circuitos mixtos - fue campeón de la Fórmula Super Vee en 1981 y de la CanAm en 1982. Su debut en la serie CART fue en Riverside en 1982 por equipo Forsythe, arribando quinto.
Unser Jr. compitió toda la temporada 1983 para Galles, obteniendo dos segundos puestos, dos cuartos y la séptima colocación final. Su primera victoria en la categoría la obtuvo en Portland en 1984, la que sumada a un segundo puesto y un tercero, le permitió quedar sexto en el clasificador general.
Pilotando para Shierson en 1985, Unser Jr. obtuvo victorias en Meadowlands y Cleveland, y perdió el título a manos de su padre por un punto. En 1986, ganó la fecha final en Miami y cosechó dos segundos puestos y un tercero, de manera que finalizó la temporada en cuarta posición. Pese a no lograr ninguna victoria en 1987, Unser Jr. fue tercero en el campeonato con dos segundos lugares y dos terceros.

## CART: Galles II (1988-1993)
Unser Jr. retornó a Galles para la temporada 1988, y también a la lucha por el título. Ganó en Long Beach, Toronto, Meadowlands y Miami y fue segundo en Pocono, lo que le valió el subcampeonato. Unser Jr. fue quinto en 1989 con una victoria en Long Beach y otra en el Desafío Marlboro de la CART en Laguna Seca, una carrera de estrellas de la categoría. El primer campeonato de Unser Jr. en la categoría lo obtuvo en 1990, mediante victorias en Long Beach, Milwaukee, Toronto, Michigan, Denver y Vancouver.
En 1991, Unser Jr. ganó en Long Beach y Denver, llegó segundo tres veces y tercero en dos ocasiones, y finalizó tercero en el campeonato. Volvió a quedar tercero en 1992 con una única victoria, su primera en las 500 millas de Indianápolis, al arribar 43 milésimas de segundo antes que Scott Goodyear, la diferencia más ajustada de la historia de esa carrera a diciembre de 2009. En 1993 fue séptimo, con un triunfo en Vancouver como única visita al podio.

## CART: Penske (1994-1999)
Luego de pasar al equipo Penske, Unser Jr. obtuvo su segundo título en la serie CART en 1994, dominando la temporada con ocho victorias en 16 fechas: Long Beach, Indianápolis, Milwaukee, Portland, Cleveland, Mid-Ohio, New Hampshire y Vancouver. El Novato del Año 1994, Jacques Villeneuve, se llevó la corona en 1995 y Unser Jr. se quedó con el subcampeonato y cuatro triunfos: Long Beach, Portland, Mid-Ohio y Vancouver. En 1996, sus mejores resultados fueron dos segundos puestos y dos terceros, que le significaron terminar cuarto en la tabla final. Sus últimos tres años en la categoría, siempre con Penske, fueron pobres: 13º en 1997 con un tercer puesto como mejor resultado; 11º en 1998 con un segundo lugar y un tercero; y 21º en 1999 sin ningún podio y un quinto lugar como mejor resultado.

## IndyCar Series (2000-2007)
Para 2000, Unser Jr. se unió al equipo Galles de la IndyCar Series. Terminó esa temporada noveno, con una victoria en Las Vegas y dos terceras colocaciones, y la temporada 2001 séptimo con un triunfo en Gateway y un tercer puesto. Compitió las dos siguientes temporadas para Kelley: quedó séptimo en 2002 con dos segundos puestos como actuaciones más destacadas, y sexto en 2003 con sú última victoria como piloto en Fort Worth.
Tras quebrarse la pelvis en octubre de 2003, ya con 41 años de edad, fue fichado por Patrick para competir en tres carreras de la temporada 2004. Llegó 17º en Indianápolis, 11º en Fort Worth y abandonó en Richmond, tras lo cual se retiró de la actividad. Casi dos años después, Unser Jr. compitió en las 500 millas de Indianápolis de 2006 y 2007, abandonando en la primera y llegando 26º en la segunda.

## Otras actividades
Unser Jr. disputó 15 temporadas de la International Race of Champions desde 1986 hasta 2002, obteniendo 11 victorias en 53 carreras. Fue campeón en 1986 y 1988 y subcampeón en cinco oportunidades.
En 1993 compitió en las 500 Millas de Daytona de la Copa NASCAR en un Chevrolet de Hendrick, donde abandonó tras un choque.
Unser Jr. fue ganador absoluto de las 24 Horas de Daytona de 1986 y 1987, en ambos casos con un Porsche 962 del equipo de Al Holbert.  En 2006 corrió las 6 Horas de Watkins Glen, arribando noveno en un Doran-Porsche de Synergy.
La popularidad del piloto en Estados Unidos motivó que dos videojuegos llevaran su nombre: Al Unser Jr.'s Turbo Racing de 1990 y Al Unser Jr.'s Road to the Top de 1994.